# أغستاش صغير الأوراق
أغستاش صغير الأوراق (الاسم العلمي: Agastache parvifolia) نوع نباتي يتبع جنس الأغستاش وينتمي إلى الفصيلة الأغستاش.